# Jean-Paul Rappeneau

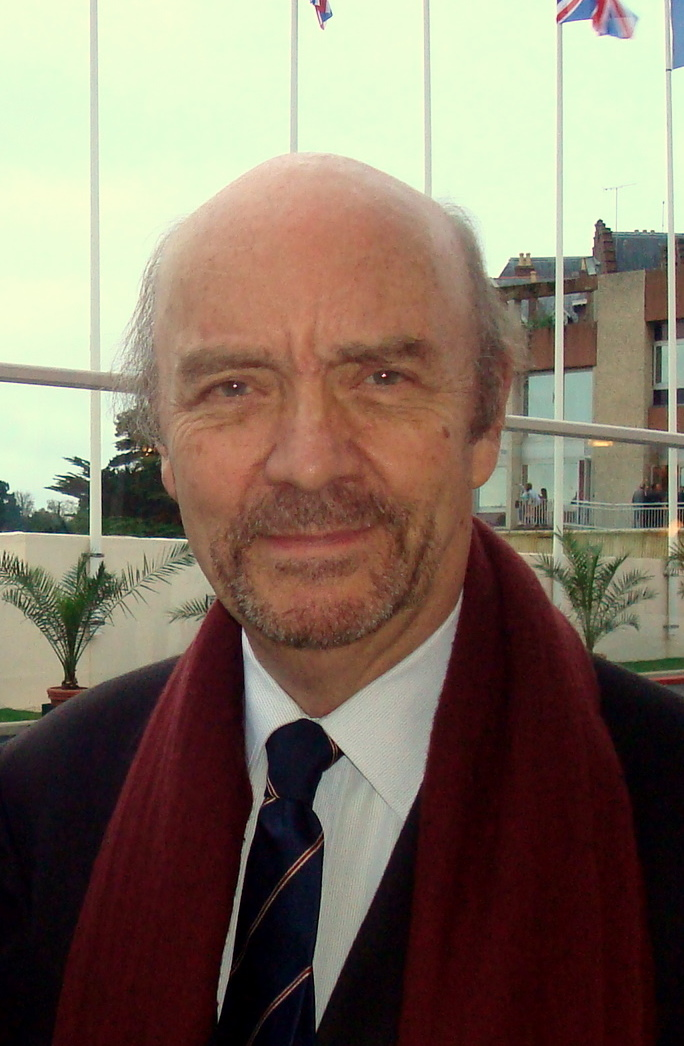
Jean-Paul Rappeneau (2009)

Jean-Paul Rappeneau (* 8. April 1932 in Auxerre) ist ein französischer Filmregisseur und Drehbuchautor.

## Leben
Rappeneau begann als Assistent und Drehbuchschreiber. 1958 entwickelte er für Jacques Becker ein Drehbuch für die Drei Musketiere, das durch dessen Tod obsolet wurde. 1959 wurde sein Drehbuch für Signé Arsene Lupin von Yves Robert verfilmt. 1960 schrieb er mit Louis Malle das Drehbuch für Zazie und 1964 für Philippe de Broca mit anderen das Buch für Jean-Paul Belmondos Erfolgsfilm Abenteuer in Rio. 1966 drehte er seinen ersten größeren Film Leben im Schloß. Obwohl der Film sowohl beim Publikum als auch bei der Kritik gut aufgenommen wurde und den Louis-Delluc-Preis gewann, legte er danach eine fünfjährige Pause ein.
1971 meldete er sich mit der turbulenten Komödie Musketier mit Hieb und Stich (wieder mit Belmondo sowie mit Marlène Jobert) zurück. Danach drehte er weiter eigene Filme, durchweg unterbrochen von langjährigen Schaffenspausen: 1975 Die schönen Wilden mit Yves Montand, 1982 Feuer und Flamme mit Montand und Isabelle Adjani und schließlich 1990 Cyrano von Bergerac mit Gérard Depardieu, für den er mit dem César in den Kategorien Film und Regie ausgezeichnet wurde. Weitere fünf César-Nominierungen folgten für die Romanverfilmung Der Husar auf dem Dach (mit Olivier Martinez und Juliette Binoche) nach Jean Giono und 2003 für Bon Voyage (mit Isabelle Adjani).
Er ist der Bruder der Drehbuchautorin Élisabeth Rappeneau sowie der Vater des Regisseurs und Drehbuchautors Julien Rappeneau und des Komponisten und Sängers Martin Rappeneau.

## Filmografie

### Drehbuch
- 1960: Zazie (Zazie dans le métro)
- 1962: Privatleben (Vie privée)
- 1962: Der Kampf auf der Insel (Le combat dans l'île)
- 1964: Abenteuer in Rio (L’homme de Rio)
- 1965: Im Reich des Kublai Khan (La fabuleuse aventure de Marco Polo)
- 1973: Le Magnifique – ich bin der Größte (Le magnifique)

### Regie
- 1966: Leben im Schloß (La vie de château)
- 1971: Musketier mit Hieb und Stich (Les mariés de l’An II)
- 1975: Die schönen Wilden (Le sauvage)
- 1982: Feuer und Flamme (Tout feu, tout flamme)
- 1990: Cyrano von Bergerac (Cyrano de Bergerac)
- 1995: Der Husar auf dem Dach (Le hussard sur le toit)
- 2003: Bon Voyage
- 2015: Belles familles